# Cronquistianthus pseudoriganoides
Cronquistianthus pseudoriganoides es una especie de planta floral del género Cronquistianthus, tribu Eupatorieae, familia Asteraceae. Fue descrita científicamente por (Hieron.) R.M.King & H.Rob.
Se distribuye por América del Sur: Ecuador.